# Эльберг, Эрнст
Эрнст Хенрик Эльберг (швед. Ernst Henrik Ellberg; 11 декабря 1868, Сёдерхамн — 14 июня 1948, Стокгольм) — шведский композитор.

## Биография
Отец — советник Карл Эрхард Эльберг; мать — Шарлотта Мария Шютт.
В 1886—1892 гг. учился в Королевской музыкальной консерватории в Стокгольме у Йозефа Денте (композиция) и Юхана Линдберга (скрипка).
В 1887—1905 гг. — альтист Королевского шведского оркестра, одновременно — концертмейстер в балете Стокгольмской оперы. В 1904—1933 гг. преподавал (с 1916 г. — профессор) композицию, контрапункт и оркестровку в Королевской музыкальной консерватории, сменив на этом посту Йозефа Денте. Среди его учеников — Ларс-Эрик Ларссон, Оскар Линдберг, Хильдинг Русенберг, Эрланд фон Кох и другие. В 1933—1943 гг. преподавал инструментовку военным музыкантам.
В 1912 г. избран членом Королевской музыкальной академии.
Жена (с 27.6.1913) — Альма София Петтерссон (швед. Alma Sofia Pettersson; 18.1.1863 — 3.6.1937), дочь смотрителя Эрика Густава Петтерссона и Жозефины Андриетты Андерссон.

## Творчество
Первое сочинение (струнный квартет) написал в 1890 г. Ему принадлежат симфония, два балета, опера, песни для мужского хора.
Музыка Эльберга сочетает в себе классический баланс с нордической романтикой, кристально ясный, эффектный стиль Э. Хумпердинка с чувственной загадочностью Сезара Франка.
Помимо собственных сочинений, Эльберг в 1914 году завершил оркестровку ре-мажорной Симфонии Франца Бервальда.

### Избранные произведения
оперы
- Rassa (1947)

балеты
- «Летняя идиллия» (швед. En sommaridyll; 1898)
- «Золушка» (швед. Askungen; 1906)

симфонические произведения
- симфония ре мажор (1896)
- увертюра фа минор (1892)
- «Vårbrytning» (1906)
- «Интродукция и фуга» (для струнного оркестра, 1891)

камерная музыка
- струнный квартет ми-бемоль мажор (1890)
- струнный квинтет фа мажор (1895)

произведения для хора, для мужского хора.

## Интересные факты
В музыкальных кругах Стокгольма Эрнст Эльберг слыл оригиналом, сочетавшим деликатность и элегантность в отношениях с людьми с определённой богемной беззаботностью. Его словечки и саркастические замечания пользовались популярностью у студентов.
Однажды Эльберг заснул во время последнего акта «Гибели богов». На вопрос Конрада Нордквиста о том, как он мог спать во время Рагнарёка, Эльберг ответил с огоньком в глазах: «Я вам скажу, Конрад, по-настоящему отдохнуть никак не удавалось, никак».
Во время ежеутренних прогулок Эльберга с собакой его студенты нередко пользовались возможностью поговорить с наставником. К беседам во время таких прогулок восходит и известный афоризм Эльберга: «Если бы люди просто сидели по вечерам дома и играли струнный квартет, в мире не было бы несчастий или революций!»

## Награды
- Орден Васы (1921)
- Орден Полярной звезды (1931)